# Ulica Toruńska we Włocławku
Ulica Toruńska – znajdująca się w zachodniej części miasta, najdłuższa ulica Włocławka - ma ponad 9,2 km. 
Zaczyna się na Placu Solidarności, kończy w dzielnicy Zachód Przemysłowy. Należy do najważniejszych ulic miasta, łączy centrum z Zakładami Chemicznymi Anwil S.A. Na całej długości jest szeroką, dwujezdniową, czteropasmową arterią. Jest główną trasą wylotową z Włocławka w kierunku Gdańska. Toruńska jest częścią drogi krajowej nr 91.